# Erzbistum Goa und Daman
Das Erzbistum Goa und Daman (lateinisch Archidioecesis Goana et Damanensis, portugiesisch Arquidiocese de Goa e Damão) ist eine Erzdiözese der römisch-katholischen Kirche in Indien. Es war bis zur Errichtung als Kirchenprovinz am 25. November 2006 direkt dem Heiligen Stuhl unterstellt.

## Geschichte
Am 31. Januar 1533 wurde die Diözese Goa, welche das gesamte Territorium vom Kap der Guten Hoffnung bis Japan umfasste, aus dem Erzbistum Funchal heraus errichtet und am 4. Februar 1558 zur Erzdiözese und Metropole erhoben; gleichzeitig gab das Erzbistum Teile seines Territoriums zur Gründung der Bistümer Cochin und Malakka ab. 1637 wurde das Apostolische Vikariat Idalcan ausgelagert. Am 1. September 1886 wurden aus Teilen der Erzdiözese das neue Bistum Daman geschaffen. Dem Erzbischof von Goa wurde von Leo XIII. der Titel eines „Patriarchen von Ostindien“, ein Titularpatriarch ohne spezielle Jurisdiktion (lat. Patriarchatus Indiarum Orientalium) verliehen, um den Wegfall seiner „Padroado-Rechte“ in Britisch-Indien zu kompensieren und damit einen Ausweg aus dem sogenannten „Goanischen Schisma“ zu finden. Am 1. Mai 1928 wurden beide Diözesen zum Erzbistum Goa e Damão wiedervereinigt. Teile der Diözese wurden am 19. September 1953 an das neu errichtete Bistum Belgaum abgetreten.
Am 25. November 2006 wurde das Erzbistum durch Papst Benedikt XVI. mit der Apostolischen Konstitution Cum Christi Evangelii wieder zum Metropolitanbistum erhoben. Einziger Suffragan ist der Bischof von Sindhudurg. Der Patriarchentitel wurde beibehalten und wird seither als Ehrentitel (ad honorem) an den amtierenden Erzbischof verliehen. Kathedralkirche des Patriarchats ist Kathedrale hl. Katharina von Alexandrien in Alt-Goa.
Das Gebiet der Erzdiözese umfasst neben Goa noch Dadra und Nagar Haveli und Daman und Diu.

## Kirchenprovinz
- Erzbistum Goa und Daman
  - Bistum Sindhudurg